# Ватерполо репрезентација Шпаније
Ватерполо репрезентација Шпаније представља Шпанију на међународним ватерполо такмичењима. 

## Резултати на међународним такмичењима

### Олимпијске игре
- 1900 - 1912: Није се квалификовала
- 1920: Осмина финала
- 1924: Четвртфинале
- 1928: Осмина финала
- 1932: Није учествовала
- 1936: Није се квалификовала
- 1948: 8. место
- 1952: 8. место
- 1956 - 1960: Није се квалификовала
- 1968: 9. место
- 1972: 10. место
- 1976: Није се квалификовала
- 1980: 4. место
- 1984: 4. место
- 1988: 6. место
- 1992:  2. место
- 1996:  Победник
- 2000: 4. место
- 2004: 6. место
- 2008: 5. место
- 2012: 6. место

### Светско првенство
| - 1973: 10. место - 1975: 10. место - 1978: 11. место - 1982: 8. место - 1986: 5. место |  | - 1991: 2. место - 1994: 2. место - 1998: Победник - 2001: Победник |  | - 2003: 5. место - 2005: 5. место - 2007: 3. место - 2009: 2. место |

### Европско првенство
| - 1926 - 1931: Није се квалификовала - 1934: 7. место - 1938 - 1950: Није се квалификовала - 1954: 7. место - 1958 - 1962: Није се квалификовала - 1966: 12. место - 1970: 8. место - 1974: 7. место |  | - 1977: 8. место - 1981: 6. место - 1983: 3. место - 1985: 6. место - 1987: 6. место - 1989: 6. место - 1991: 2. место - 1993: 3. место |  | - 1995: 5. место - 1997: 5. место - 1999: 6. место - 2001: 6. место - 2003: 5. место - 2006: 3. место - 2008: 7. место - 2010: 8. место |  | - 2012: 7. место - 2014: 7. место - 2016: 5. место - 2018: 2. место - 2020: 2. место - 2022: 3. место - 2024: 1. место |

### Светски куп
| - 1979: Није се квалификовала - 1981: 5. место - 1983: 5. место - 1985: 3. место - 1987: 6. место |  | - 1989: 4. место - 1991: 3. место - 1995: 5. место - 1997: 6. место |  | - 1999: 3. место - 2002: 6. место - 2006: 3. место - 2010: Није се квалификовала |

### Светска лига
| - 2002: 2. место - 2003: Није учествовала - 2004: 5. место - 2005: 2. квалификациони турнир |  | - 2006: 2. место - 2007: Квалификациони турнир - 2008: 5. место |  | - 2009: Квалификациони турнир - 2010: 6. место - 2011: Квалификациони турнир - 2012: 2. место |

### Медитеранске игре
| - 1951: Победник - 1955: 3. место - 1967: 3. место - 1971: 3. место |  | - 1975: 3. место - 1979: 3. место - 1983: 2. место - 1987: 3. место |  | - 2001: Победник - 2005: Победник - 2009: 2. место |